# Federazione Italiana Karate Tradizionale e discipline Affini
Template:Associazione sportiva
La FIKTA HIROSHI SHIRAI KARATEDO ASD  asd (FIKTA) è una associazione sportiva italiana che opera nell'ambito del karate tradizionale, principalmente nello stile Shotokan.
La FIKTA non è riconosciuta direttamente dal CONI, ma è riconosciuta dalla CNS Libertas (EPS riconosciuto dal CONI) quale ente di promozione sportiva. A livello internazionale è riconosciuta dalla ESKA - WSKA.

## Storia
La storia di questa federazione deriva dal passato del karate italiano, alquanto travagliato, ricco di cambiamenti e di denominazioni. Nel 1966 in Italia si avevano due federazioni: la FIK, la Federazione Italiana Karate, e l'AIK, Associazione Italiana Karate, fondata dal maestro Hiroshi Shirai, uno dei più importanti esperti di karate in Italia e nel mondo, 10° dan e maestro fondatore della FIKTA e dell'ISI (Istituto Shotokan Italia).
Quest'ultima federazione diventerà FESIKA (Federazione Sportiva Italiana Karate) nel 1970. Nel 1979 diventa FIKDA (Federazione Italiana Karate e Discipline Affini), divenuta FIKTEDA  (Federazione Italiana Karate Taekwondo E Discipline Affini) nel 1982 con l'ingresso del taekwondo.
Nel 1987 la FIKTEDA si sciolse, per confluire nella FITAK e successivamente nel 1989 diventerà FIKTA (Federazione Italiana Karate Tradizionale e Discipline Affini).Nel 2024 La FIKTA ha modificato la sua situazione giuridica per allinearsi alle nuove normative del settore sportivo diventando FIKTA HIROSHI SHIRAI KARATEDO ASD in breve FIKTA ASD. 

## Le attività
Annualmente la FIKTA tiene numerosi stage con la presenza di questi maestri, che riscuotono grande interesse. Oltre a questi, l'associazione organizza delle gare a livello nazionale tra i suoi tesserati, tra cui i Campionati Assoluti, Trofeo Primavera ed altre  e anche una a livello Europeo, il Per l'attività giovanile è stata realizzata la competizione Kenshin Bobo, con atleti da tutta l'area dell'Europa Mediterranea.